# 正村镇 (保定市)
正村镇，是中华人民共和国河北省保定市徐水区下辖的一个乡镇级行政单位。原正村乡于2017年初撤乡设镇。

## 行政区划
正村镇下辖以下地区：
正村、王辛庄村、杨家庄村、高各庄村、元头村、小公村、东公村、中公村、西公村、韩家营村、孟官营村、于坊村、王官营村、南青公村、北青公村和毛家营村。